# Commelina nyasensis
Commelina nyasensis är en himmelsblomsväxtart som beskrevs av Charles Baron Clarke. Commelina nyasensis ingår i släktet himmelsblommor, och familjen himmelsblomsväxter.
Artens utbredningsområde är Malawi. Inga underarter finns listade.